# 阿隆·莫里斯
阿隆·莫里斯（英語：Aaron Morris；1989年12月30日—）是一位威爾士足球運動員。在場上的位置是後衛。他現在效力於英格蘭足球甲級聯賽球隊吉林漢姆足球俱樂部。他也代表威爾士U21國家隊參賽。

## 外部連結
- 足球数据库：阿隆·莫里斯的球员统计数据